# Botryosphaeria tsugae
Botryosphaeria tsugae är en svampart som beskrevs av A. Funk 1964. Botryosphaeria tsugae ingår i släktet Botryosphaeria och familjen Botryosphaeriaceae.   Inga underarter finns listade i Catalogue of Life.